# Brock Gillespie
Brock Andrew Gillespie (Des Moines, Iowa, 26 de abril de 1982) es un exjugador de baloncesto estadounidense con pasaporte británico que disputó nueve temporadas como profesional. Con 1,85 m de altura jugaba en la posición de Base.
Es un auténtico trotamundos del baloncesto, puesto que ha jugado en 13 países diferentes (Nueva Zelanda, Estados Unidos, España, Eslovaquia, Suiza, Finlandia, Alemania, Rumanía, México, Polonia, Japón, Canadá y Colombia).

## High School
Se formó en el Clarksville High School, situado en Clarksville, Tennessee, donde ganó un campeonato estatal. Es el 2º máximo anotador de la historia de Clarksville. Fue elegido McDonalds All-American por USA Today.
Fue invitado a tres campus al lado de jugadores de la talla de LeBron James, Emeka Okafor, Maurice Williams, TJ Ford, Josh Childress, Eddy Curry, Tyson Chandler, Chris Paul, Ben Gordon o Carmelo Anthony.

## Universidad
Tras graduarse en 2001, se unió a la Universidad de Rice, situada en Houston, Texas, donde cumplió su periplo universitario de cuatro años (2001-2005) y fue entrenado por su padre, Marty Gillespie.

### Rice

#### Freshman
En su primer año, su año freshman (2001-2002), jugó 28 partidos (11 como titular) con los Owls con un promedio de 5,4 puntos (38,6 % en triples y 81,1 % en tiros libres) y 1 rebote en 11,2 min.
Anotó 23 puntos (máxima de su carrera universitaria) contra los UTEP Miners. Metió 17 puntos contra los Boise State Broncos. Dio 5 asistencias (máxima de la temporada) contra los Tulsa Golden Hurricane.

#### Sophomore
En su segundo año, su año sophomore (2002-2003), jugó 28 partidos (ninguno como titular) con los Owls con un promedio de 9,3 puntos (40,6 % en triples y 78,8 % en tiros libres), 1,3 rebotes y 1,2 asistencias en 18,5 min.
Anotó 10 o más puntos en 13 partidos, incluyendo 19 puntos (máxima de la temporada) contra los UTEP Miners. Metió 18 puntos contra los Houston Cougars. Marcó 15 puntos (5 triples) contra los Navy Midshipmen. Dio 4 asistencias (máxima de la temporada) contra los Nevada Wolf Pack.

#### Junior
En su tercer año, su año junior (2003-2004), jugó 33 partidos (todos como titular) con los Owls con un promedio de 9,2 puntos (74,3 % en tiros libres), 1,1 rebotes y 1,5 asistencias en 24,7 min. Fue el máximo triplista del equipo y el 8º de toda la WAC con 56 triples anotados. También quedó el 9º de la WAC en partidos disputados esa temporada.
Anotó 10 o más puntos en 15 partidos, Metió 20 puntos (máxima de la temporada) en dos ocasiones, una contra los Louisiana Tech Bulldogs y la otra contra los SMU Mustangs. Marcó 13 puntos contra los Stanford Cardinal. Anotó 12 puntos contra los Connecticut Huskies. Metió 16 puntos contra los Nevada Wolf Pack.

#### Senior
En su cuarto y último año, su año senior (2004-2005), jugó 31 partidos (17 como titular) con los Owls con un promedio de 9,3 puntos (33,3 % en triples y 78,6 % en tiros libres), 1,3 rebotes y 1,5 asistencias en 24,4 min. Fue el 10º máximo triplista de toda la WAC con 50 triples anotados. Los Owls llegaron a las semifinales del torneo de la WAC esa temporada.
Anotó 10 o más puntos en 17 partidos, Metió 19 puntos (máxima de la temporada; 7-9 en tiros de campo) contra los Fresno State Bulldogs. Marcó 15 puntos contra los Syracuse Orange. Anotó 15 puntos y dio 3 asistencias contra los Fresno State Bulldogs. Metió 13 puntos (3 triples) contra los Tulsa Golden Hurricane. Marcó 10 puntos contra los Missouri State Bears, en la 1ª ronda del NIT.

#### Promedios
Disputó un total de 120 partidos (61 como titular) con los Rice Owls entre las cuatro temporadas, promediando 8,3 puntos (34,2 % en triples y 77,6 % en tiros libres), 1,1 rebotes y 1,2 asistencias en 19,7 min de media.
Finalizó su carrera universitaria como el 27º máximo anotador (1,007 puntos) y el 4º máximo triplista (171 triples) de la historia de los Rice Owls.

## Trayectoria profesional

### Auckland Stars
Tras no ser elegido en el Draft de la NBA de 2005, vivió su primera experiencia como profesional en 2006, en las filas de los Auckland Stars neozelandeses, con los que fue subcampeón de la NBL.
Disputó 17 partidos de liga con el conjunto de Auckland, promediando 12,9 puntos (46 % en triples; mejor % de la competición), 1,7 rebotes y 1,4 asistencias en 24,9 min de media.

### Austin Toros
El 2 de noviembre de 2006, fue seleccionado en el Draft de la D-League por los Austin Toros (3ª ronda, puesto n.º 10).
Disputó 41 partidos con la franquicia de Austin, promediando 7,4 puntos (40,6 % en triples), 1,7 rebotes y 1,7 asistencias en 20,2 min de media.
En julio de 2007, disputó la NBA Summer League de 2007 con los Charlotte Bobcats.

### Plus Pujol Lleida
El 19 de julio de 2007, el Plus Pujol Lleida de la LEB Oro, la segunda división española, anunció su fichaje para la temporada 2007-2008, pero abandonó el equipo cedido en noviembre.
Solo disputó 1 partido con el cuadro leridense (5 puntos, 3 asistencias y 3 robos de balón en 17 min). En la pretemporada fue campeón de la Liga Catalana LEB.

### Extremadura Plasencia-Galco
El 23 de noviembre de 2007, el Plus Pujol Lleida anunció su cesión por dos meses al Extremadura Plasencia-Galco de la LEB Plata, la tercera división española, para cubrir la baja de Mario Fernandes.
Disputó 7 partidos de liga con el conjunto extremeño durante ese período de tiempo, promediando 6,1 puntos (73 % en tiros libres), 1,4 rebotes y 1,2 asistencias en 16 min de media.

### BK SPU Nitra
Tras su cesión, rompió su contrato con el Plus Pujol Lleida y en febrero de 2008, fichó para el resto de la temporada 2007-2008 por el BK SPU Nitra eslovaco.
Disputó 26 partidos en la SBL con el conjunto de Nitra, promediando unos impresionantes 31,9 puntos, 3,9 asistencias y 3,5 robos.
El 7 de noviembre de 2008, fue seleccionado en el Draft de la D-League por los Sioux Falls Skyforce (7ª ronda, puesto n.º 4).
El 26 de noviembre de 2008, fue despedido por los Sioux Falls Skyforce.

### Benetton Fribourg
En febrero de 2009, firmó por el Benetton Fribourg suizo para la disputa de la final de la Copa de la Liga Suiza, título que consiguió (12 puntos y 4 asistencias en 30 min).
En el verano de 2009, hizo training-camps con los Houston Rockets y los Dallas Mavericks.

### Kataja Basket
En septiembre de 2009 reforzó los entrenamientos del Xacobeo BluSens.
Fichó por el Kataja Basket finlandés para la temporada 2009-2010, pero tan solo disputó los 2 primeros partidos de la Korisliiga. En esos 2 partidos promedió 7,5 puntos, 2,5 rebotes y 2 asistencias en 25 min de media.

### Maine Red Claws
El 18 de marzo de 2010, fue adquirido por los Maine Red Claws.
Disputó 5 partidos con la franquicia de Maine, promediando 1,4 puntos (33,3 % en triples) y 1,8 asistencias en 7,6 min de media.

### Cuxhaven BasCats
En julio de 2010, fichó por el Cuxhaven BasCats de la ProA alemana para la temporada 2010-2011, pero tan solo disputó 7 partidos de liga con el conjunto alemán. En esos 7 partidos tuvo un promedio de 7,6 puntos, 1 rebote y 2 asistencias en 18,6 min de media.

### SCM CSU Craiova
En enero de 2011, firmó hasta el final de la temporada 2010-2011 por el SCM CSU Craiova rumano.
Disputó 11 partidos en la Liga Națională con el cuadro de Craiova, promediando 15,5 puntos (50,5 % en tiros de campo, 31 % en triples y 77,8 % en tiros libres), 1,8 rebotes, 3,2 asistencias y 1,1 robos de balón en 31,9 min de media.

### Lechugueros de León
En agosto de 2011, fichó por los Lechugueros de León mexicanos para la temporada 2011-2012, pero tan solo disputó 4 partidos en la LNBP. En esos 4 partidos promedió 10,7 puntos (40 % en triples), 1,2 rebotes y 6,2 asistencias en 31,4 min de media.
El 3 de noviembre de 2011, fue seleccionado en el Draft de la D-League por los Sioux Falls Skyforce (8ª ronda, puesto n.º 13).
El 22 de noviembre de 2011, fue despedido por los Sioux Falls Skyforce.

### ŁKS Łódź
En enero de 2012, firmó por el ŁKS Łódź polaco, pero tan solo disputó 1 partido en la TBL (6 puntos, 4 rebotes y 2 asistencias en 21,6 min).

### Toyama Grouses
Acabó la temporada 2011-2012 en los Toyama Grouses de la bj league japonesa.
Disputó 12 partidos de liga con el equipo japonés, promediando 3,2 puntos (50 % en tiros de campo y 50 % en triples) en 5,3 min de media.

### Halifax Rainmen
Tras estar una temporada sin jugar, el 29 de agosto de 2013, firmó por los Halifax Rainmen de la NBL canadiense para la temporada 2013-2014, aunque solo disputó 4 partidos. En esos 4 partidos promedió 10,5 puntos (33,3 % en triples y 100 % en tiros libres), 2 rebotes y 2,2 asistencias en 34,9 min de media.

### Bambuqueros Utrahuilca
En marzo de 2014, fichó por dos temporadas por los Bambuqueros Utrahuilca colombianos, aunque solo pudo jugar una temporada ya que el equipo después se disolvió.
Disputó 18 partidos en la Liga DirecTV con el cuadro de Neiva, promediando 10,2 puntos, 1,7 rebotes y 2,1 asistencias en 25,5 min de media.
En mayo de 2015, realizó una gira de partidos por Asia junto con exjugadores de la NBA y la D-League. El equipo se llamaba Team Iverson y era entrenado por el mismo Allen Iverson. Jugaron contra equipos de la CBA china, acabando invictos.

### Brico Depôt Ciudad de Valladolid
Tras estar una temporada sin jugar, el 13 de septiembre de 2015, el Brico Depôt Ciudad de Valladolid de la LEB Plata, anunció su fichaje para la temporada 2015-2016, volviendo así España tras siete años.
El equipo vallisoletano quedó en penúltima posición y descendió a la Liga EBA, aunque finalmente las plazas de descenso se quedaron en una y el equipo mantuvo la categoría. Gillespie jugó 19 partidos con un promedio de 2,6 puntos (33,3 % en triples) en 9,5 min de media.

## Curiosidades
En 2005, recibió el premio al logro excepcional de la ciudad de Houston de la mano del alcalde de la ciudad.
En 2006, participó en la película de Walt Disney, Camino a la gloria.
En los últimos años, ejerció de mentor para la Asociación Nacional de Jugadores de Baloncesto en relación con el Top-100 High School Camp de la Universidad de Virginia.
También le gusta la política, ya que participó en la campaña del congresista estadounidense Pete Olson.